# William Clark (ski)
Pour les articles homonymes, voir William Clark (homonymie) et Clark.
William « Bill », « Bud » George Clark, né le 10 juillet 1910 à Ottawa et mort le 2 janvier 1975 au même lieu, est un skieur canadien pratiquant le ski alpin, le ski de fond et le combiné nordique. Il a participé aux Jeux olympiques d'hiver de 1932 et à ceux de 1936.
Il a excellé dans toutes les disciplines de ski et a remporté des championnats nationaux dans chacune d'entre elles.

## Jeux olympiques
Il est membre du club de ski d'Ottawa.
Clark a terminé 38e dans la compétition de ski de fond aux Jeux olympiques de 1932.
En 1935, il devient champion du Canada de combiné nordique.
En 1936, il a terminé 47e sur la course de 18 km en ski de fond et 39e du combiné nordique. Il a également participé à l'épreuve du combiné alpin mais n'a pas été placé car il n'a pas terminé la deuxième manche de slalom.
En 1939, il devient champion du Canda en ski alpin, avant de prendre sa retraite sportive.
Il a continué à promouvoir le sport plus tard dans la vie en tant que président de l'Association canadienne de ski. Il aussi fondé une station de ski à Gatineau.

## Honneurs
Il est membre du Temple de la renommée du ski canadien.
Il a été intronisé au mur de la renommée sportive du Lawn Collegiate Institute (LAWOF) en 2009. Il est l'oncle d'Anne Heggtveit et le beau-frère de Halvor Heggtveit, tous deux également intronisés par les LAWOF pour leurs performances à ski.